# Ricardo Poma
Ricardo Poma (nacido en 1946) es un empresario y filántropo salvadoreño, reconocido por su asociación con el conglomerado de empresas conocido como Grupo Poma, con sede en San Salvador, donde oficia como director general.

## Biografía

### Primeros años y estudios
Poma nació en 1946. En 1967 obtuvo un título en ingeniería industrial de la Universidad de Princeton y una maestría en administración de empresas de la Escuela de Negocios de Harvard en 1970. Cuando regresó a El Salvador, Poma se unió a la empresa familiar, convirtiéndose en director general del Grupo Poma, conglomerado fundado por su padre Luis Poma en la década de 1980, enfocado en variedad de sectores como el automotriz, hotelero, construcción y manufactura.

### Carrera
El empresario ha creado y liderado instituciones sociales, como la Fundación Salvadoreña para la Salud y el Desarrollo Humano (FUSAL), la Escuela Superior de Negocios y Economía (ESEN) y la Fundación Poma, centrándose en programas de cultura, educación y salud en su país natal y Centroamérica. También es miembro del Consejo de Liderazgo del Think tank Diálogo Interamericano. En 2001 fue galardonado con el Premio Palma de Oro, la mayor distinción concedida dentro del gremio empresarial en El Salvador. En 2019 fue elegido para recibir la Orden del Mérito 5 de noviembre de 1811, Próceres de la Independencia Patria por la Asamblea Legislativa del país centroamericano.
Poma fue uno de los primeros inversores en la empresa administradora de activos financieros Bain Capital.